# Puntius nangalensis
Puntius nangalensis és una espècie de peix cipriniforme de la família dels ciprínids que es troba a l'Índia.